# Teloschistaceae
Famille
Les Teloschistaceae (Téloschistacées) sont des champignons lichénisés (lichens) dont le thalle est généralement foliacé ou fruticuleux ; l'un des plus célèbres représentants de la famille est le genre Xanthoria. Beaucoup d'entre eux sont de couleur jaune, rouge ou orange en raison de la présence de pariétine, substance cacactéristique de l'ordre des Teloschistales.

## Liste des genres
Selon Outline of Ascomycota — 2009 :
- Caloplaca Th. Fr.
- Cephalophysis (Hertel) H. Kilias
- Fulgensia Massal. & De Not.
- Huea C.W. Dodge & G.E. Baker
- Ioplaca Poelt.
- Josefpoeltia Kondratyuk & KÛrnefelt spelling
- Seirophora Poelt
- Teloschistes Norman
- Xanthodactylon P.A. Duvign.
- Xanthomendoza Kondratyuk & KÛrnefelt spelling
- Xanthopeltis R. Sant.
- Xanthoria (Fr.) Th. Fr.